# Reilanjärvi
Reilanjärvi är en sjö i Finland. Den ligger i Pyhäranta kommun i landskapet Egentliga Finland, i den sydvästra delen av landet, 210 km väster om huvudstaden Helsingfors. Reilanjärvi ligger 6,6 meter över havet. I omgivningarna runt Reilanjärvi växer i huvudsak barrskog. Arean är 69,9 hektar och strandlinjen är 7,32 kilometer lång. Sjön  ingår i Bottenhavets kustområde. 